# Cerberilla tanna
Cerberilla tanna är en snäckart som beskrevs av Ev. Marcus och Er. Marcus 1960. Cerberilla tanna ingår i släktet Cerberilla och familjen snigelkottar. Inga underarter finns listade i Catalogue of Life.